# Liste von Eisenbahngeschützen

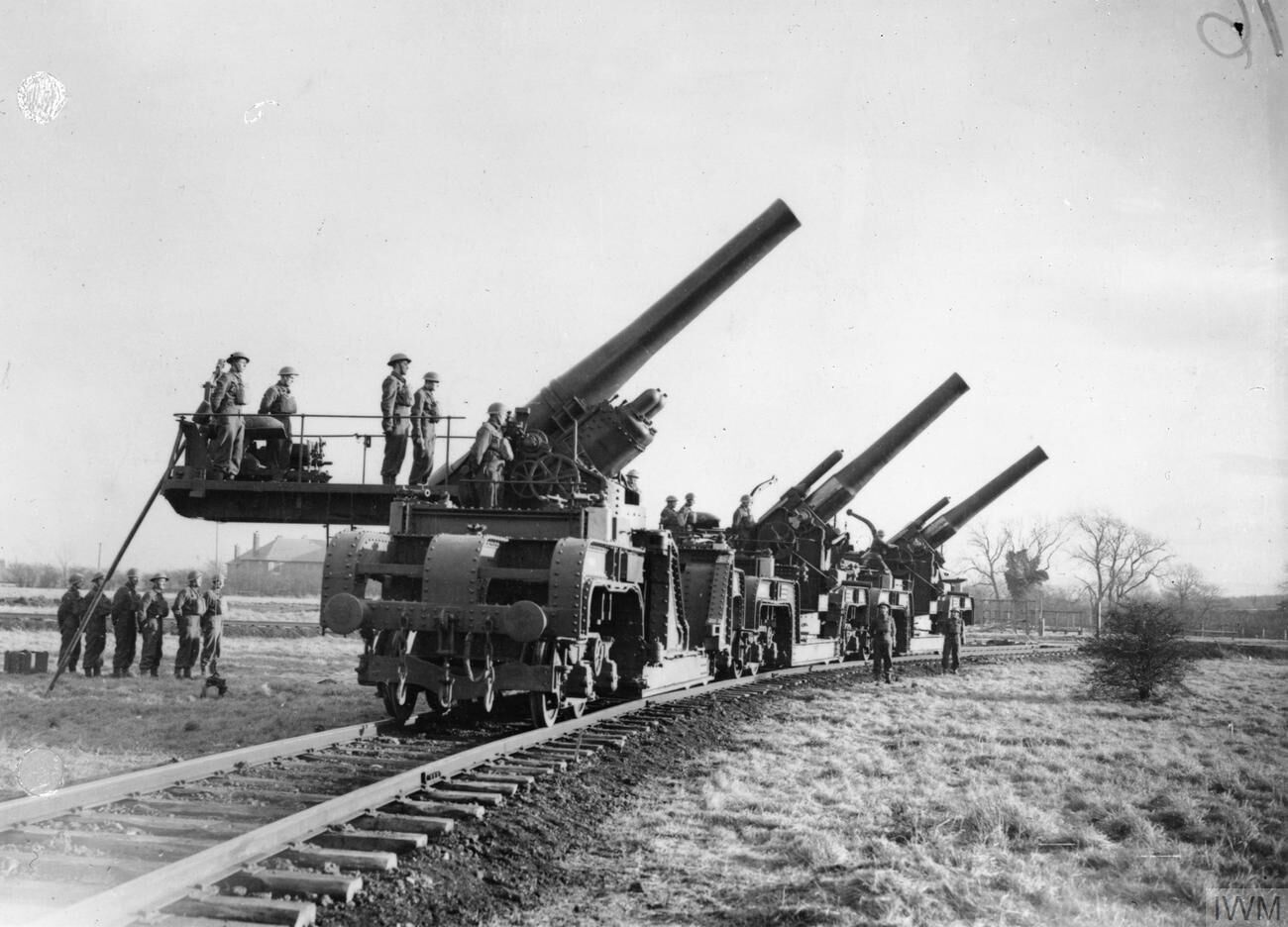
Britische Eisenbahngeschütze auf einer Schießkurve

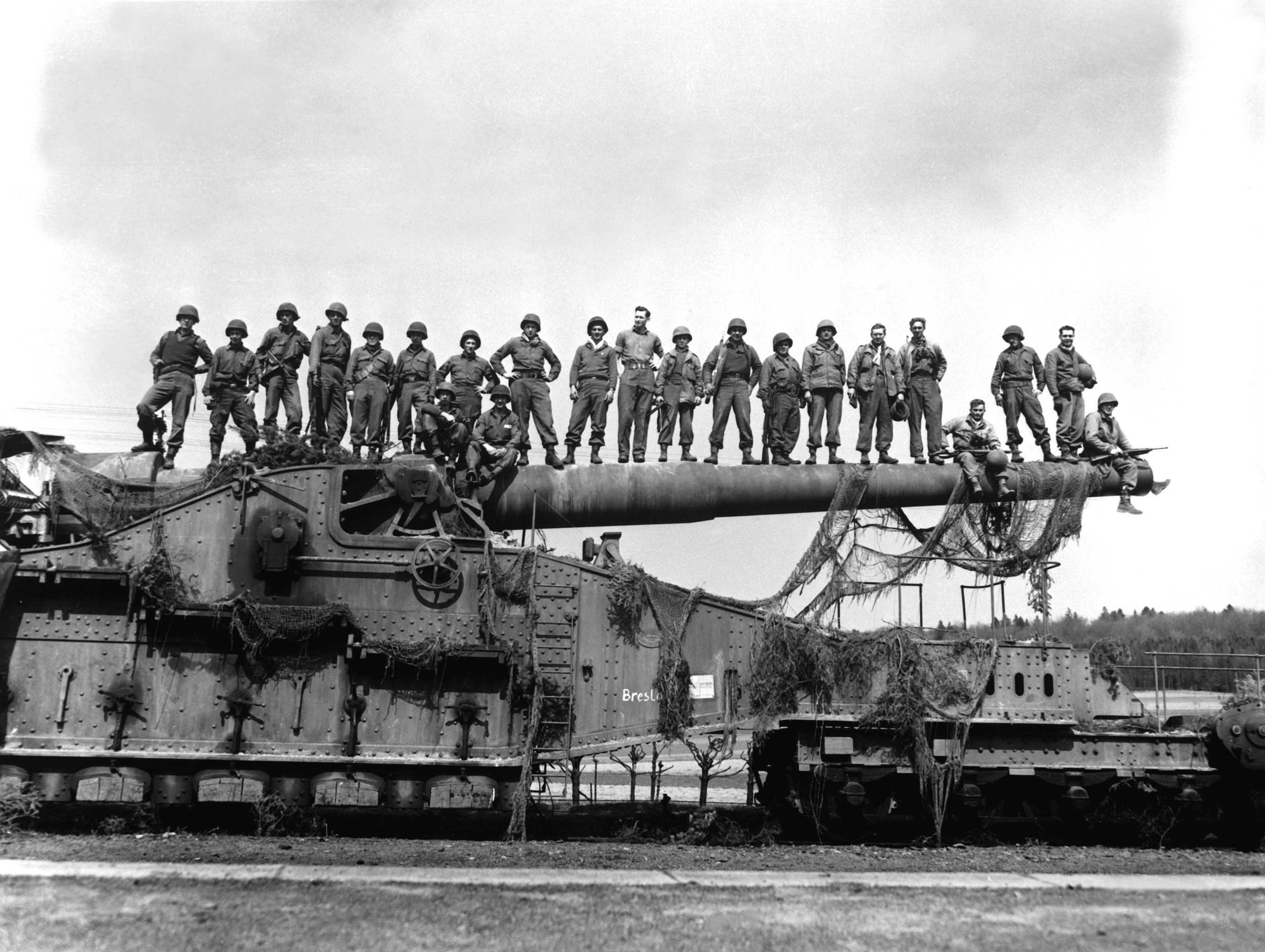
Eisenbahngeschütz mit Canon de 274 modèle 1887/1893

Diese Liste von Eisenbahngeschützen bietet einen Überblick von Eisenbahngeschützen.

Eisenbahngeschütze waren in der Regel große, schwere Geschütze, die oftmals auf Schiffsgeschützen oder schweren Mörsern der Artillerie basierten und auf besonders dafür eingerichteten Eisenbahnfahrzeugen montiert wurden. Im Ersten Weltkrieg wurden etliche dieser Geschütze entwickelt und eingesetzt. Basierend auf diesen Erfahrungen wurden auch im Zweiten Weltkrieg erneut solche Geschütze gebaut. Durch die Entwicklung von Raketenwaffen wurden diese Geschütze nach dem Zweiten Weltkrieg überflüssig. Kleine Geschütze auf Eisenbahnfahrzeugen, wie sie beispielsweise zur Abwehr von Flugzeugangriffen genutzt wurden, zählen nicht zur eigentlichen Gruppe der Eisenbahngeschütze. Auch die beweglichen Abschussrampen für Atomraketen wie sie von sowjetisch-russischer Seite als Eisenbahnraketenkomplex bekannt sind zählen nicht dazu.
Hinweis: Von der Wehrmacht wurden etliche der Eisenbahngeschütze anderer Länder als Beutewaffe genutzt. Eine Übersicht von dieser Geschütze findet sich in der:
- Liste von Eisenbahngeschützen gemäß den Kennblättern fremden Geräts D 50/6.

| Kaliber mm | Bezeichnung                                                                        | Herkunftsland  | Einsatzzeit                          | Bild |
| ---------- | ---------------------------------------------------------------------------------- | -------------- | ------------------------------------ | ---- |
| 130        | 130 mm/50 B13 Modell 1936                                                          | Russland       | Zweiter Weltkrieg                    |      |
| 138,6      | Canon de 140 sur affut-truc mle 1884 (basiert auf Canon de 138 mm modèle 1893)     | Frankreich     | Erster Weltkrieg                     |      |
| 149,1      | 15 cm SK „Nathan“ mit 15 cm SK L/45, vierachsige Eisenbahnlafette                  | Deutschland    | Erster Weltkrieg                     |      |
| 149,3      | 15-cm-Kanone (E) mit 15 cm SK L/40, sechsachsige Eisenbahnlafette                  | Deutschland    | Zweiter Weltkrieg                    |      |
| 164        | Canon de 164 modèle 1893/96 TAZ                                                    | Frankreich     | Erster Weltkrieg                     |      |
| 172,6      | 17-cm-Schnelladekanone L/40 "Samuel"                                               | Deutschland    | Erster Weltkrieg                     |      |
| 172,6      | 17-cm-Kanone (E)                                                                   | Deutschland    | Zweiter Weltkrieg                    |      |
| 180        | TM-1-180                                                                           | Russland       | Zweiter Weltkrieg                    |      |
| 194        | 19 cm Canon G modèle 1916/1917                                                     | Frankreich     | Erster Weltkrieg                     |      |
| 194        | Canon de 19 modèle 1870/93 TAZ                                                     | Frankreich     | Erster Weltkrieg, Zweiter Weltkrieg  |      |
| 200        | Obusier de 200 „Pérou“ sur affût-truck TAZ Schneider                               | Frankreich     | Erster Weltkrieg                     |      |
| 203        | 20,3-cm-Kanone (E)                                                                 | Deutschland    | Zweiter Weltkrieg                    |      |
| 203        | 8-inch M1888 (8-inch Gun M1888MIA1 Barbette carriage M1918 on railway car M1918MI) | USA            | Erster Weltkrieg, Zweiter Weltkrieg  |      |
| 203        | 8-inch Mk. VI railway gun (M3A2)                                                   | USA            | Zweiter Weltkrieg                    |      |
| 209,3      | 21 cm SK L/45 (Peter Adalbert)                                                     | Deutschland    | Erster Weltkrieg                     |      |
| 211        | 21-cm-Kanone 12 (E)                                                                | Deutschland    | Zweiter Weltkrieg                    |      |
| 233        | BL 9.2 inch Railway Gun                                                            | Großbritannien | Erster Weltkrieg, Zweiter Weltkrieg  |      |
| 238        | 24-cm-SK L/30 „Theodor Otto“                                                       | Deutschland    | Erster Weltkrieg                     |      |
| 238        | 24-cm-SK L/40 „Theodor Karl“                                                       | Deutschland    | Erster Weltkrieg                     |      |
| 238        | 24-cm-Kanone Theodor (E)                                                           | Deutschland    | Zweiter Weltkrieg                    |      |
| 238        | 24-cm-Kanone Theodor-Bruno (E)                                                     | Deutschland    | Zweiter Weltkrieg                    |      |
| 240        | 24 cm Canon C modèle 1916                                                          | Frankreich     | Erster Weltkrieg                     |      |
| 240        | Canon de 240 mm modèle 1884                                                        | Frankreich     | Erster Weltkrieg                     |      |
| 240        | Canon de 240 TR Mle 1903                                                           | Frankreich     | Erster Weltkrieg – Zweiter Weltkrieg |      |
| 240        | Canon de 240 modèle 93/96 TAZ                                                      | Frankreich     | Erster Weltkrieg – Zweiter Weltkrieg |      |
| 240        | Typ 90 24-cm-Eisenbahngeschütz                                                     | Japan          | Zweiter Weltkrieg                    |      |
| 274        | Mortier de 274 Mle 1870/81                                                         | Frankreich     | Erster Weltkrieg                     |      |
| 274        | Canon de 274 modèle 87/93 Glissement                                               | Frankreich     | Erster Weltkrieg, Zweiter Weltkrieg  |      |
| 274        | Canon de 274 modèle 93/96 Berceau                                                  | Frankreich     | Erster Weltkrieg                     |      |
| 274        | Canon de 274 modèle 17 Glissement                                                  | Frankreich     | Erster Weltkrieg                     |      |
| 283        | 28-cm-SK L/40 „Bruno“                                                              | Deutschland    | Erster Weltkrieg                     |      |
| 283        | 28-cm-K L/40 „Kurfürst“                                                            | Deutschland    | Erster Weltkrieg                     |      |
| 283        | 28-cm-kurze Bruno Kanone (E)                                                       | Deutschland    | Zweiter Weltkrieg                    |      |
| 283        | 28-cm-schwere Bruno Kanone (E)                                                     | Deutschland    | Zweiter Weltkrieg                    |      |
| 283        | 28-cm-Bruno N Kanone (E)                                                           | Deutschland    | Zweiter Weltkrieg                    |      |
| 283        | 28-cm-Kanone 5 (E)                                                                 | Deutschland    | Zweiter Weltkrieg                    |      |
| 293        | Mortier de 293 Danois sur affut-truck modèle 1914                                  | Frankreich     | Erster Weltkrieg – Zweiter Weltkrieg |      |
| 305        | Canon de 305 modèle 93/96 TAZ                                                      | Frankreich     | Erster Weltkrieg                     |      |
| 305        | Canon de 305 modèle 1893/96 à berceau                                              | Frankreich     | Erster Weltkrieg                     |      |
| 305        | Canon de 305 modèle 1893/96 à glissement                                           | Frankreich     | Erster Weltkrieg                     |      |
| 305        | Canon de 305 modèle 1906/10 à glissement                                           | Frankreich     | Zweiter Weltkrieg                    |      |
| 305        | BL 12 inch Mk IX Railway Gun                                                       | Großbritannien | Erster Weltkrieg                     |      |
| 305        | 305-mm-Eisenbahnhaubitze Mk V (BL 12 inch Railway Howitzer Mk I, III, V)           | Großbritannien | Erster Weltkrieg, Zweiter Weltkrieg  |      |
| 305        | TM-2-12                                                                            | Russland       | Zweiter Weltkrieg                    |      |
| 305        | TM-3-12                                                                            | Russland       | Zweiter Weltkrieg                    |      |
| 305        | 12-inch coast defense mortar                                                       | USA            | Erster Weltkrieg – Zweiter Weltkrieg |      |
| 305        | 12-inch Bethlehem Model 1918 railway gun                                           | USA            | Erster Weltkrieg                     |      |
| 320        | Canon de 32 modèle 1870/81 à glissement                                            | Frankreich     | Erster Weltkrieg                     |      |
| 320        | Canon de 32 modèle 1870/84 à glissement                                            | Frankreich     | Erster Weltkrieg – Zweiter Weltkrieg |      |
| 320        | Canon de 320 mm mle 1870/93 (Canon de 32 modèle 1870/93 à glissement)              | Frankreich     | Erster Weltkrieg – Zweiter Weltkrieg |      |
| 320        | Canon de 320 modèle 1917 à glissement                                              | Frankreich     | Zweiter Weltkrieg                    |      |
| 340        | Canon de 340 modèle 1893 à glissement                                              | Frankreich     | Erster Weltkrieg – Zweiter Weltkrieg |      |
| 340        | Canon de 340 modèle 1912 à berceau                                                 | Frankreich     | Erster Weltkrieg – Zweiter Weltkrieg |      |
| 340        | Canon de 340 modèle 1912 à glissement                                              | Frankreich     | Erster Weltkrieg – Zweiter Weltkrieg |      |
| 343        | 343-mm-Eisenbahngeschütz (BL 13.5 inch Railway Gun)                                | Großbritannien | Zweiter Weltkrieg                    |      |
| 356        | BL 14 inch Railway Gun                                                             | Großbritannien | Erster Weltkrieg                     |      |
| 356        | USN 14 inch/50 Railway Gun                                                         | USA            | Erster Weltkrieg                     |      |
| 356        | 14-inch M1920 railway gun                                                          | USA            | 1920 – Zweiter Weltkrieg             |      |
| 356        | TM-1-14                                                                            | Russland       | Zweiter Weltkrieg                    |      |
| 370        | Mortier de 370 mm Modèle 1887                                                      | Frankreich     | Erster Weltkrieg – Zweiter Weltkrieg |      |
| 370        | Obusier de 370 modèle 1915                                                         | Frankreich     | Erster Weltkrieg – Zweiter Weltkrieg |      |
| 370        | Canon de 370 modèle 75/79 Glissement                                               | Frankreich     | Erster Weltkrieg – Zweiter Weltkrieg |      |
| 370        | Mortier de 370 modèle 1914 Filloux                                                 | Frankreich     | Erster Weltkrieg – Zweiter Weltkrieg |      |
| 380        | 38-cm-Schnelladekanone L/45 (Langer Max)                                           | Deutschland    | Erster Weltkrieg                     |      |
| 380        | 38-cm-Kanone Siegfried (E)                                                         | Deutschland    | Zweiter Weltkrieg                    |      |
| 381        | Cannone da 381/40 AVS                                                              | Italien        | Erster Weltkrieg                     |      |
| 400        | Obusier de 400 mm modèle 1915/1916                                                 | Frankreich     | Erster Weltkrieg – Zweiter Weltkrieg |      |
| 406        | 406-mm-Kaliber M1919                                                               | USA            | Erster Weltkrieg – Zweiter Weltkrieg |      |
| 406        | 16-inch howitzer M1920                                                             | USA            | Zweiter Weltkrieg                    |      |
| 457        | BL 18 inch railway howitzer                                                        | Großbritannien | Zweiter Weltkrieg                    |      |
| 520        | Obusier de 520 modèle 1916                                                         | Frankreich     | Erster Weltkrieg – Zweiter Weltkrieg |      |
| 800        | 80-cm-Kanone (E) (Schwerer Gustav, Dora und weitere)                               | Deutschland    | Zweiter Weltkrieg                    |      |